# Pseudomembranózní kolitida
Pseudomembranózní kolitida je zánět tlustého střeva s tvorbou pablán, který má závažnější průběh. Nález těchto ostrůvkovitých pablán je patognomický pro Clostridioides difficile. Pablány je možné v tračníku zachytit pouze v době plně rozvinutého onemocnění. Pozorovat je můžeme endoskopicky nebo je lze vidět pouhým okem při operaci střeva, případně pitvě.
Jde o těžkou formu s antibiotiky asociovaného onemocnění, které má těžký průběh a může končit smrtí pacienta.
Mezi nejčastější antibiotika způsobující toto osídlení a onemocnění patří širokospektrální a antibiotika jako aminopeniciliny, cefalosporiny, linkosamidy a Fluorochinolony. Mezi méně pravděpodobné látky, které by mohly vyvolat onemocnění, patří makrolidová antibiotika (klaritromycin) a kotrimoxazol. Mezi antibiotika, která tato onemocnění vyvolávají, jen velmi zřídka patří tetracykliny a aminoglykosidy (gentamycin).
Pseudomembrány jsou krémové až žluté barvy, velikosti 2–20 mm. Obvykle se dají od erytematózní střevní stěny lehce oddělit. Postižená sliznice je překrvená, oteklá s povrchovými erozemi a ulceracemi (překryté plaky). Ty jsou tvořené směsí leukocytů, buněk účastnících se zánětu (plazmatické buňky, žírné buňky), fibrinu a zbytky nekrotických epiteliálních buněk. Vždy záleží na míře postižení a stadiu nemoci. Nekrotické léze většinou pokrývají pouze povrchovou mukózu střeva, málokdy léze zasahují do hlubších vrstev. Lamina propria ležící pod nekrotickými epiteliálními buňkami obsahuje zánětlivý infiltrát složený z neutrofilů a eozinofilů.

## Terapie

### Obecný terapeutický postup
V zásadě je nezbytné dodržovat obecná pravidla léčby infekcí, což je především izolace nemocného, a to nejlépe na infekčním oddělení, a také zajištění bariérového systému ošetřování.
 Pokud pacient je ve fázi užívání antibiotik, musí být zváženo jejich vysazení, případně mohou být nahrazeny jinou méně rizikovou skupinou vzhledem ke vzniku kolitidy a zároveň antibiotika s užším spektrem účinku. Pokud s terapií antibiotikem nelze přestat, pokračuje se v léčbě po dobu nezbytně nutnou a zároveň se zahájí terapie kolitidy. 
Pacienta rehydratujeme, nasadíme kolitickou dietu (t.j. nenadýmavá, bez jiných zvláštních omezení), u těžších případů přejdeme na parenterální výživu. Léky tlumící střevní peristaltiku (spasmolytika, opiáty) jsou kontraindikovány – hrozí toxické megakolon se zástavou peristaltiky a možností perforace střeva. Léky tlumící žaludeční aciditu jednoznačně přispívají ke vzniku kolitidy, není však jasné, zda ukončení podávání těchto léků příznivě ovlivňuje průběh již vzniklé kolitidy a naopak.

### Antibiotika
V léčbě se uplatňují zejména antibiotika vankomycin a v posledních letech fidaxomicin, alternativou je využití fekální bakterioterapie (do nástupu rezistence byl preferován metronidazol, dle pozdějších poznatků však neúčinkuje dostatečně ve vzdálených etážích tračníku), u  závažných kolitid se užívá kombinace vankomycinu s metronidazolem či doxycyklinem.

#### Metronidazol
je antibiotikum patřící (spolu s ornidazolem a tinidazolem) do skupiny nitroimidazolových chemoterapeutik, je baktericidní pro anaeroby a prvoky, jeho molekula je malá, a proto do buněk vstupuje prostou difuzí, vylučuje se močí, která může být v důsledku tmavá. Terapie metronidazolem je výrazně levnější a není tak riziková vzhledem k šíření antibiotické rezistence jako terapie vankomycinem. V České republice dosahuje [kdy?] výskyt rezistence asi 3 %. Selhání léčby je možné hodnotit po 4–6 dnech podávání antibiotika, jestliže se příznaky nelepší nebo se stav ještě horší. Kontraindikace u tohoto antibiotika jsou gravidita, kojení a onemocnění centrální nervové soustavy v anamnéze.

#### Vankomycin
patří (spolu s déle účinným teikoplaninem) do skupiny glykopeptidových antibiotik, která jsou baktericidní a brání syntéze bakteriální stěny. Většinou se užívá k léčbě systémových infekcí, ale je nutné sledovat jeho hladinu v krvi, ve vysokých dávkách a také při insuficienci ledvin (vylučuje se močí) je ototoxický a nefrotoxický.
Vankomycin se užívá perorálně. Ze střeva se vstřebává minimálně (dosahuje ve stolici koncentrací přes 3 100 μg/g). Účinnost obou antibiotik je kolem 94 %. Podání vankomycinu se doporučuje u pacientů v kritickém stavu (event. v kombinaci s parenterálním metronidazolem) nebo v případech, kdy je metronidazol kontraindikován (alergie, intolerance, gravidita) či u klostridií rezistentních na
metronidazol. Parenterální podání vankomycinu se nedoporučuje. Vankomycin po intravenózním podání do střeva neproniká, musí se proto podávat perorálně. Při těžkém ileózním stavu je doporučeno podávat vankomycin klyzmatem. Kontraindikacemi jsou gravidita a kojení. Má také nežádoucí účinky v podobě ototoxicity, nefrotoxicity, enantému.

### předchozí a budoucí  prostředky
Dříve užívaná střevní adsorbencia cholestyramin a kolestipol již nejsou kvůli téměř žádnému efektu doporučována. Navíc mohou tato vázat účinná léčiva.
Dále jsou ve vývoji monoklonální protilátky (ramoplanin) proti Clostridioides difficile.